# دارکوب ژاپنی
دارکوب ژاپنی یا دارکوب سبز ژاپنی (نام علمی: Picus awokera) گونه‌ای دارکوب متوسط‌الجثه است که شبیه دارکوب سبز بوده و بومی ژاپن می‌باشد.

## ویژگی‌ها
دارکوب ژاپنی تا ۳۰ سانتی‌متر رشد می‌کند.  بال‌ها و دمش سبز روشن، سر، گردن و سینه‌اش خاکستری و شکم  و قسمت‌های زیرین بدنش سفید همراه با نقوشی سیاه رنگ است. تاج پرنده قرمز بوده و خط سبیلی سیاه یا قرمز رنگ دارد.

## زیرگونه‌ها
- Picus awokera awokera (تمینک، ۱۸۳۶) که در هونشو دیده می‌شود
- Picus awokera horii (تاکا سوکاسا، ۱۹۱۸) که بومی کیوشو است
- Picus awokera takatsukasae (کورودا، ۱۹۲۱)